# National Soccer League 1982
La National Soccer League 1982 fue la sexta temporada de la National Soccer League, la liga de fútbol profesional en Australia. Desde 1977, la Federación de Fútbol de Australia (FFA) estuvo al frente de la organización. Se disputó hasta 2004, para darle paso a la A-League (llamada Hyundai A-League), que comenzó en la temporada 2005-06.
Este certamen estuvo integrado por 16 clubes, siendo el Saint-George Saints FC, el nuevo equipo admitido para el torneo. El campeón de esta edición fue nuevamente el Sydney City Soccer Club, por haber conseguido un total de 45 puntos; de esta manera, consiguió su tercer título de forma consecutiva y el cuarto en toda su historia, después de disputar 5 torneos.
En este certamen se disputó una ronda de eliminatorias conformado por los mejores 4 equipos de la clasificación general, con el objetivo de determinar quien era el mejor. La final fue disputada entre el Sydney City	y St. George Saints, siendo este último el vencedor por tres goles a uno. Sin embargo, esto no incidió en el campeonato, puesto que el campeón del torneo fue el Sydney City Soccer Club.
En cuanto a los premios de la competición, el futbolista con más goles fue John Kosmina del Sydney City con 23 goles, Frank Arok del St George-Budapest el mejor técnico y Peter Katholos Sydney Olympic el mejor jugador del año.
Como dato anecdótico, ningún club descendió a segunda división.

## Equipos participantes
| Equipo                    | Ciudad     | Estadio                         |
| ------------------------- | ---------- | ------------------------------- |
| Sydney City Soccer Club   | Sydney     | Hensley Athletic Field          |
| Marconi Stallions         | Fairfield  | Marconi Stadium                 |
| Heidelberg United         | Melbourne  | Olympic Village                 |
| Adelaide City             | Adelaide   | Adelaide City Park              |
| APIA Leichhardt Tigers FC | Sydney     | Lambert Park                    |
| Sydney Olympic FC         | Sydney     | Belmore Sports Ground           |
| West Adelaide             | Adelaide   | Adelaide Shores Football Centre |
| Wollongong City FC        | Illawarra  | Wollongong Showground           |
| Footscray JUST            | Melbourne  | Schintler Reserve               |
| Brisbane Lions            | Brisbane   | Luxury Paints Stadium           |
| Brisbane City             | Queensland | Spencer Park                    |
| South Melbourne           | Melbourne  | Lakeside Stadium                |
| Saint-George Saints FC    | Sydney     | St. George Stadium              |
| Canberra City             | Canberra   | Canberra Stadium                |
| Newcastle KB United       | Newcastle  | International Sports Centre     |
| Preston Lions             | Melbourne  | Lions Stadium                   |

## Clasificación
| Posición              | Equipo                 | PJ | PG | PE | PP | GF | GC | GD  | Puntos |
| --------------------- | ---------------------- | -- | -- | -- | -- | -- | -- | --- | ------ |
| 1                     | Sydney City            | 30 | 20 | 5  | 5  | 68 | 28 | +40 | 45     |
| 2                     | St. George Saints      | 30 | 14 | 8  | 8  | 47 | 40 | +7  | 36     |
| 3                     | Wollongong City        | 30 | 16 | 3  | 11 | 43 | 46 | -3  | 35     |
| 4                     | Heidelberg United      | 30 | 13 | 8  | 9  | 42 | 37 | +5  | 34     |
| 5                     | Preston Lions FC       | 30 | 12 | 10 | 8  | 45 | 41 | +4  | 34     |
| 6                     | South Melbourne FC     | 30 | 11 | 9  | 10 | 46 | 37 | +9  | 31     |
| 7                     | APIA Leichhardt Tigers | 30 | 12 | 7  | 11 | 49 | 54 | -5  | 31     |
| 8                     | Sydney Olympic         | 30 | 12 | 6  | 12 | 52 | 42 | +10 | 30     |
| 9                     | West Adelaide          | 30 | 10 | 8  | 12 | 44 | 40 | +4  | 28     |
| 10                    | Marconi Fairfield      | 30 | 12 | 4  | 14 | 44 | 43 | +1  | 28     |
| 11                    | Brisbane Lions         | 30 | 10 | 8  | 12 | 39 | 42 | -3  | 28     |
| 12                    | Newcastle KB United    | 30 | 10 | 7  | 13 | 43 | 52 | -9  | 27     |
| 13                    | Adelaide City          | 30 | 6  | 12 | 12 | 36 | 44 | -8  | 24     |
| 14                    | Footscray JUST         | 30 | 5  | 14 | 11 | 34 | 46 | -12 | 24     |
| 15                    | Canberra City          | 30 | 7  | 10 | 13 | 37 | 54 | -17 | 24     |
| 16                    | Brisbane City          | 30 | 5  | 11 | 14 | 32 | 55 | -23 | 21     |
| Estadísticas finales. |                        |    |    |    |    |    |    |     |        |

| Nota: | Una victoria equivale a dos puntos y un empate a uno. |
| Nota: | No hubo descensos en el torneo.                       |
|       |                                                       |
|       | Campeón de Australia.                                 |

## Serie final

### Primera final preliminar
| 19 de septiembre de 1982 | Heidelberg United | 1-3     | Wollongong City                            | Middle Park,                                         |                                                      |
|                          | Paton 40'         | Reporte | Tredinnick 30' - O'Connor 55' - Cotton 57' | Asistencia: 1000 espectadores Árbitro(s): Tim Davies | Asistencia: 1000 espectadores Árbitro(s): Tim Davies |

### Segunda final preliminar
| 19 de septiembre de 1982 | Sydney City                           | 3-0     | St. George Saints | George Stadium, Sídney                                 |                                                        |
|                          | Mitchell 38' - Boden 75' - Watson 87' | Reporte |                   | Asistencia: 3850 espectadores Árbitro(s): Don Campbell | Asistencia: 3850 espectadores Árbitro(s): Don Campbell |

### Semifinales
| 26 de septiembre de 1982 | Wollongong City | 0-2     | St. George Saints          | Wollongong Showground,                                    |                                                           |
|                          |                 | Reporte | Wilkinson 51' - Marton 76' | Asistencia: 7000 espectadores Árbitro(s): Chris Bambridge | Asistencia: 7000 espectadores Árbitro(s): Chris Bambridge |

### Gran final
| 3 de octubre de 1982 | Sydney City | 1-3     | St. George Saints | Penrith Park,             |                           |
|                      |             | Reporte |                   | Árbitro(s): Tony Boskovic | Árbitro(s): Tony Boskovic |

## Premios
- Jugador del año: Peter Katholos (Sydney Olympic)[1]
- Jugador del año categoría sub-21: David Lowe (Newcastle KB United)[1]
- Goleador: John Kosmina (Sydney City – 23 goles)[1]
- Director técnico del año: Frank Arok (St George-Budapest)[1]

### Otros datos de interés
- Partidos con mayores goles:

- Marconi-Fairfield 7-1 APIA Leichhardt
- Brisbane Lions 7-1 Footscray JUST